# Рокко Райц
Рокко Райц (нім. Rocco Reitz, нар. 29 травня 2002, Дуйсбург) — німецький футболіст, півзахисник клубу «Боруссія» (Менхенгладбах).

## Клубна кар'єра
Народився 29 травня 2002 року в місті Дуйсбург. Вихованець футбольної школи клубу «Боруссія» (Менхенгладбах).
У дорослому футболі дебютував 2020 року виступами за команду «Боруссія» (Менхенгладбах) II, у якій провів один сезон, взявши участь у 6 матчах чемпіонату. 
Того ж року привернув увагу представників тренерського штабу основної команди «Боруссії». Відіграв за менхенгладбаський клуб наступний сезон своєї ігрової кар'єри.
У 2021 році орендований клубом «Сент-Трюйден», у складі якого провів наступний рік своєї кар'єри гравця. Більшість часу, проведеного у складі «Сент-Трюйдена», був основним гравцем команди.
З 2022 року знову, цього разу один сезон виступав за «Боруссію» (Менхенгладбах) та її дубль. 
Протягом 2023 року знову захищав кольори клубу «Сент-Трюйден».
До складу клубу «Боруссія» (Менхенгладбах) повернувся 2023 року. Станом на 6 серпня 2023 року відіграв за менхенгладбаський клуб 4 матчі в національному чемпіонаті.

## Виступи за збірну
У 2017 році дебютував у складі юнацької збірної Німеччини (U-16), загалом на юнацькому рівні взяв участь у 1 грі.